# 東勢街
東勢街，為1933年－1945年間存在之行政區，轄屬台中州東勢郡。今台中市東勢區。

## 街原名
原屬捒東上堡之東勢角庄、新伯公庄、大茅埔、石圍墻庄、校栗埔庄、石壁坑庄
- 東勢角改稱東勢

## 行政區劃
東勢街轄域內分為東勢、新伯公、大茅埔、石圍墻、校栗埔、石壁坑六個大字。
1920年－1933年間為東勢庄，1933年升格為東勢街。
- 東勢大字下有「東勢」、「上新」、「下新」、「中嵙」、「石角」小字名
- 新伯公大字下有「新伯公」、「上城」、「下城」、「蕃社」小字名
- 校栗埔大字下有「上校栗埔」、「下校栗埔」小字名
- 石圍墻大字下有「石圍墻」、「埤頭山」小字名